# یواس‌اس ماهوپاک (۱۸۶۴)
یواس‌اس ماهوپاک (۱۸۶۴) (به انگلیسی: USS Mahopac (1864)) یک کشتی بود که طول آن ۲۲۵ فوت (۶۸٫۶ متر) بود. این کشتی در سال ۱۸۶۴ ساخته شد.